# Francisco García Marquina
Francisco García Marquina (Madrid, 1937-Guadalajara, 7 de enero de 2022) fue un escritor, biólogo y periodista español.

## Biografía
Nacido en 1937 en Madrid, cursó sus estudios en esa capital y a partir de 1974 se marchó a vivir a Guadalajara. Hasta 1993 vivió en el Molino de Caspueñas, a orillas del río Ungría, y de 1993 en adelante en la Finca El Cañal, en la vega del río Henares. Estaba casado con la escritora María Antonia Velasco Bernal y tuvo dos hijos de un primer matrimonio con María Isabel Baena Altisent.

## Trayectoria
García Marquina era licenciado en Ciencias Biológicas, egresado de la Universidad Complutense de Madrid y egresado de la Escuela Oficial de Periodismo de Madrid. Además se diplomó en Estudios Hispánicos Contemporáneos por el Instituto de Cultura Hispánica de Madrid.
Como periodista fue colaborador de numerosas publicaciones generales o especializadas, entre ellas ABC, Blanco y Negro, Mundo Hispánico y Tribuna, con reportajes, artículos de opinión, estudio o creación literaria, siendo subdirector de la revista literaria El Extramundi y los papeles de Iria Flavia, de 1995 a 2005. Desde febrero de 2008 hasta diciembre de 2011, mantuvo una página de opinión en el semanario El Decano de Guadalajara, primero en su edición impresa y luego en la digital. Desde junio de 2014 escribía una columna de opinión en la edición impresa de La Tribuna de CLM.
Como biólogo ejerció la enseñanza de esta disciplina desde 1959 hasta 1969 en el colegio de Santa María del Pilar de Madrid y posteriormente se especializó en reproducción de salmónidos dirigiendo una piscifactoría en Caspueñas.
Su periplo personal, que a partir de 1974 le lleva a vivir en la Alcarria —una región natural de la provincia de Guadalajara— está relacionado con la admiración que supuso la lectura de Viaje a la Alcarria y a la amistad con su autor Camilo José Cela. Por su especialización en la persona y la obra de Camilo José Cela, Francisco García Marquina participó de numerosos actos, entre ellos fue enviado especial de la revista Tribuna a Estocolmo en 1989 para cubrir la información sobre los actos del premio Nobel y en 1991 por el Ministerio de Cultura a la Semana de la cultura española en la URSS, para presentar en Moscú la película La colmena, así como actuar de profesor del curso de verano 1998 de la Fundación Camilo José Cela en Iria Flavia y ser subdirector de la revista El Extramundi de dicha fundación.
Sobre Camilo José Cela escribió diversos ensayos y publicado un par de biografías, la última de las cuales es el ensayo Retrato de Camilo José Cela, que a juicio de críticos y académicos como José Carlos Mainer y Darío Villanueva, es uno de los más completos aportes sobre el biografiado.
Francisco García Marquina fue presidente de la sección de literatura de la Institución de Cultura Marqués de Santillana entre 1979 y 1982 y consejero de dicha institución desde 1987 y de otras diversas instituciones culturales y profesor de varios cursos académicos. Dictó numerosas conferencias, lecturas públicas y coloquios sobre temas culturales, siendo nombrado socio de honor de la Biblioteca de Guadalajara en 1999.
Como poeta, ha sido traducido al inglés y figura en las antologías: Poesía erótica en la España del Siglo XX (Jacinto López Gorgé y Francisco Salgueiro, Vox 1978), Guadalajara en la Poesía (Diputación Guadalajara 1981), Poetas de hoy en España y América (Col. Poesía Nueva 1983. t. II), Cien poetas de Castilla-La Mancha (Col. Avena Loca, 1986), Antología General de Adonais (Rialp 1989), Poesía en Enjambre (Col. Avena Loca, 1991), Illuminations (Rathasker Press, Charleston USA 2006), Versos a medianoche (Ayuntamiento Guadalajara, 2007).
Dentro de los estudios de preceptiva literaria, fue autor de las tesis El lenguaje poético en la comunicación de masas y Paradoja Poética de Pedro Salinas (Premio Cátedra Ramiro de Maeztu).
La valoración que como poeta merece al miembro de la Real Academia Española Luis María Ansón se expresa con sus palabras: 

“Siento por Francisco García Marquina una admiración que no decae con los años. Es uno de los grandes de la poesía española contemporánea”.

Falleció en Guadalajara, donde residía, el 7 de enero de 2022.

## Obras

### Poesía
- Cuerpo presente, Ed. Agora-Alfaguara, Madrid 1970, DL M-22.881-70.
- Crónica adolescente, Ed. Aldebarán, Sevilla 1973, DL SE-375-73.
- Liber usualis, Ed. Rialp-Adonais, Madrid 1975, ISBN 84-321-1814-1.[8]
- De la lluvia, Ed. Aldebarán, Sevilla 1979, ISBN 84-85086-42-2.[9]
- Poemas morales, Ed. Inst. Fr. Bernardino de Sahagún (C.S.I.C.), León 1980, ISBN 84-00-04592-7.
- Pavana, Ed. Excmo. Ayuntamiento, Córdoba 1982, ISBN 84-500-8046-0.
- Cuya memoria, Ed. Inst. Marqués de Santillana, Guadalajara 1985, ISBN 84-505-0999-8.
- Idola specus, Ed. Taifa-José Batlló, Barcelona 1986, ISBN 84-377-0093-0.
- Per versa varia, Ed. Siddharth Mehta, Madrid 1990, ISBN 84-86830-07-09.
- Última galería, Ed. Excmo. Ayuntamiento, Toledo 1992, ISBN 84-87515-11-8.
- Por su olor propio, Ed. Excmo. Ayuntamiento, Madrid 1993, ISBN 84-7812-217-6.
- Todo, menos las nubes, Separata de “El Extramundi”, Iria Flavia, 1997, ISSN 1134-9905.
- Memoria de las cosas venideras, Ed. Qüásyeditorial, Sevilla 1998, ISBN 84-87435-52-1.
- La eternidad vulnerable, Ed. Diputación, Cuenca 1999, ISBN 84-95192-30-6.
- La ciudad infundada, Ed. Algaida, Sevilla 2001, ISBN 84-8433-062-1.
- El río, Ed. ONCE, Madrid 2001, ISBN 84-484-0237-5.
- Para amar en verso, Ed. Gatoverde, Madrid 2002, ISBN 84-931424-5-X.
- Crónica de sucesos personales, Ed. Melibea, Talavera 2002, ISBN 84-88439-29-6.
- El equipaje del náufrago, Ed. Asociación de Escritores y Artistas Españoles, Madrid 2004, ISBN 84-87857-33-7.
- Volver a casa, Ed. Gobierno de Aragón, Zaragoza 2009, ISBN 84-8380-156-7.
- Cartas a deshora, Ed. Aguaclara, Castellón 2011, ISBN 84-8018-346-8.[10]
- Esto no es una pipa, Ed. El Desvelo, Santander 2013, ISBN 978-84-940242-0-7.
- Morirse es como un pueblo, Ed. Vitruvio, Madrid 2016, ISBN 978-84-945904-6-7.
- No sé qué buen color, Ed. Lastura, Madrid 2020, ISBN 978-84-121423-7-2.

### Prosa
- Escultismo actual (pedagogía), Ed. SM, Madrid 1960, DL M-4523-64.
- Nacimiento y mocedad del río Ungría (narrativa), Ed. Inst. Marqués de Santillana, Guadalajara 1975, ISBN 84-600-6711-4.
- Guía de los castillos de Guadalajara (narrativa), Ed. Inst. Marqués de Santillana, Guadalajara 1980, ISBN 84-500-3807-3.
- "Los gozos del espíritu" (cuento), en Los cuentos de La Granja 86, Ed. Asociación Cultural Canónigos, La Granja 1986, ISBN 84-398-8391-9.
- Cela: masculino singular (biografía), Ed. Plaza & Janés, Barcelona 1991, ISBN 84-7863-020-1.
- Guía del "Viaje a la Alcarria" (estudio literario), Ed. Aache, Guadalajara 1993, ISBN 84-87743-22-6.[11]
- Última y primera estación (relato), Ed. Fundación de los Ferrocarriles Españoles, Madrid 1997, ISBN 84-88675-43-7.
- Yebra, una larga historia (historia), con María Antonia Velasco, Ed. Óptima T.L.Y.F., Madrid 1998, ISBN 84-605-7828-3.
- Cosas del Señor (novela), Ed. Óptima T.L.Y.F. Madrid 1998, ISBN 84-93-01332-3.[12]
- La sabiduría de “un libro sencillísimo”: Viaje a la Alcarria (estudio literario), Separata de “El Extramundi”, Iria Flavia 1999, ISSN 1134-9905.
- "Andanças e viajes de Pero Tafur" (biografía), en Antonio Colinas y otros: Viajeros españoles, Ed. Banco Bilbao Vizcaya Argentaria, Madrid 1999, ISBN 84-95183-41-2.
- El río de las cien fuentes (Narrativa-viaje), Ed. Gatoverde, Madrid 2002, ISBN 84-931424-6-8.
- Los pasos del Henares (Narrativa-viaje), 1ª ed. en Manuel Leguineche y otros “La letra de los ríos”, Intermedio ediciones, Guadalajara 2003, ISBN 84-932406-2-1. 2ª ed. Gatoverde, Madrid 2004, ISBN 84-932760-3-0. 3ª ed. A casa encantada, Lisboa 2006, DL 249514-06.
- Retrato de Camilo José Cela (biografía), Ed. Society of Spanish and Spanish-American Studies, Univ. of Colorado at Boulder (USA) 2005, ISBN 0-89295-117-6.[13]
- "Pepe, el niño pintor" (biografía), en Alicia Davara y otros, Pintores en Sigüenza, Ed. Gatoverde, Madrid 2007, ISBN 84-9358-69-0-4.
- "Sigüenza, vía 1" (relato), en Clara Sánchez y otros, Sigüenza en la mirada, Ed. Diputación de Guadalajara, Guadalajara 2008, DL GU-177-2008.
- Cela, retrato de un Nobel (biografía y estudio literario), Ed. Aache, Guadalajara 2016, ISBN 978-84-15537-98-4.
- La España de Cela (estudio literario y sociológico), Ed. Aache, Guadalajara 2018, ISBN 978-84-17022-55-6.
- La Alcarria, el libro (Un estudio de Viaje a la Alcarria de Camilo José Cela), Ed. Diputación Provincial, Guadalajara 2019, ISBN 978-84-92502-73-8

## Premios
García Marquina ha sido acreedor a varios reconocimientos por sus numerosas obras. Entre los más sobresalientes destacan: 
- "Cátedra Ramiro de Maeztu" de ensayo, del Instituto de Cultura Hispánica,por Paradoja poética de Pedro Salinas, Madrid 1968.[14]
- "Puente cultural" (accésit) de poesía, por Cuerpo presente, Madrid 1970.[15]
- "Aldebarán" de poesía, por Crónica adolescente, Sevilla 1973.[14][15]
- "Ramón Glez. Alegre" de poesía, por La huella, Villafranca del Bierzo 1973.[14]
- "Adonais" (accésit) de poesía, por Liber Usualis, Madrid 1974.[16]
- "Gálvez de Montalvo" de poesía, Guadalajara 1974.[14]
- "Camilo José Cela" de narrativa, por Nacimiento y mocedad del río Ungría, Guadalajara 1974.[14]
- "José de Juan García" de periodismo, Guadalajara 1976 y 1989.[14]
- "Antares" (accésit) de poesía, por De la lluvia, Sevilla 1978.[15][17]
- "Ricardo Molina" de poesía, por Pavana, Córdoba 1982.[18]
- "Rabindranath Tagore" de poesía, por Perversa varia, Madrid 1989.[15][19]
- "Rodrigo de Cota" de poesía, por Última galería, Toledo 1990.[15]
- "Barajas puerta de España" de poesía, por Por su olor propio, Madrid 1992.[15]
- "Antonio Machado" de narraciones breves, por Última y primera estación, Madrid 1997.[20][21]
- "Surcos" (accésit) de poesía, por Memoria de las cosas venideras, Sevilla 1998.[22]
- “Alfonso VIII” de poesía, por La eternidad vulnerable, Cuenca 1999.[15]
- “Ciudad de Badajoz” de poesía, por La ciudad infundada, Badajoz 2000.[15][23]
- “Tiflos” de poesía, por El río, Madrid 2000.[15][24]
- “Rafael Morales” (accésit) de poesía, por Crónica de sucesos personales, Talavera 2001.[15][25]
- “Blas de Otero” de poesía, por El equipaje del náufrago, Majadahonda 2003.[15]
- “Miguel Labordeta” de poesía, por Volver a casa, Zaragoza 2008.[15][26]
- "Tardor" de poesía, por Cartas a deshora, Castellón 2011.[27][14]
- "Gerardo Diego" de poesía por Esto no es una pipa, Santander 2012.[28]
- "Conrado Blanco León" de poesía por Poema insomne, León 2013.
- "Carmen Merchán" de poesía por Diseño para amar, Cazalla 2014.[29]
- "Francisco de Aldana" de poesía, IV Premio Internacional del Circolo Letterario Napoletano, por No sé qué buen color, Napoles 2019.[30]